# Les Mille et Une Farces de Pif et Hercule
Pour plus de détails, voir Fiche technique et Distribution.
Les Mille et Une Farces de Pif et Hercule est un long métrage d'animation français de Bruno Desraisses et Charles de Latour  sorti en 1993.

## Synopsis
Hercule souhaite être enfin reconnu comme une star, il décide de se retirer sur une île pour raconter sa carrière et écrire son propre film. 

## Fiche technique
- Titre français : Les Mille et une farces de Pif et Hercule
- Réalisation : Bruno Desraisses et Charles de Latour
- Production : Jacques Touroute.
- Animation : Studio de Pyongyang (R.P. de Corée).
- Technique : Dessins animés.
- Musique : Olivier Liboutry (Wea Music.)
- Durée : 80 minutes
- Format : couleurs
- Dates de sortie : 10 février 1993.

## Personnages
- Pif : chien malicieux et sympathique.
- Hercule : chat bagarreur, roublard et un peu voyou.

Personnages secondaires
- Farfouille : ours est l'agent de police alias « Capitaine ».
- Grochoux : est le directeur alias « Chef ».
- Grotalent : est le scientifique alias « Professeur ».

Les trois voleurs
- Cicéron : renard bandit, truand, mafioso et malfaisant alias « Patron ».
- Busard : corbeau bandit, nonchalant, opportuniste, influençable alias « Imbécile ou petit ».
- Gorille : gorille bandit, alias « Imbécile ou petit ».

Autres personnages
- La maîtresse d'école : Dans l'épisode Cancres et chouchoux, la maîtresse qui enseigne à Pif, Hercule et ses amis alias « Maîtresse ».

## Distribution
- Claude Rollet : Pif
- Gérard Surugue : Hercule
- Roger Lumont : Monsieur Grochoux
- Philippe Dumat : Marcel
- Henry Djanik : Gorille
- Roger Carel : Busard
- Gérard Hernandez : Cicéron
- Raoul Delfosse : Le policier Farfouille
- Claude Chantal : Présentatrice TV, la pieuvre
- Mario Santini : Le cochon, voix diverses
- Serge Lhorca : Le lapin, voix diverses
- Sam Choueka : Voix diverses
- Nathalie Lermitte : La maîtresse d'école